# Pseudoschmidtia carinata
Pseudoschmidtia carinata är en insektsart som beskrevs av Marius Descamps 1964. Pseudoschmidtia carinata ingår i släktet Pseudoschmidtia och familjen Euschmidtiidae. Inga underarter finns listade i Catalogue of Life.